# Fuller Micro Systems
Fuller Micro Systems Ltd. va ser una empresa a Liverpool, Anglaterra, especialitzada en la fabricació i venda de complements per microordinadors Sinclair en l'inici dels anys 1980. Tot i la bona qualitat dels seus productes, la companyia ha guanyat una mala reputació entre els consumidors per seus constants problemes de logística i finalment va tancar les portes el 1985.

## Història

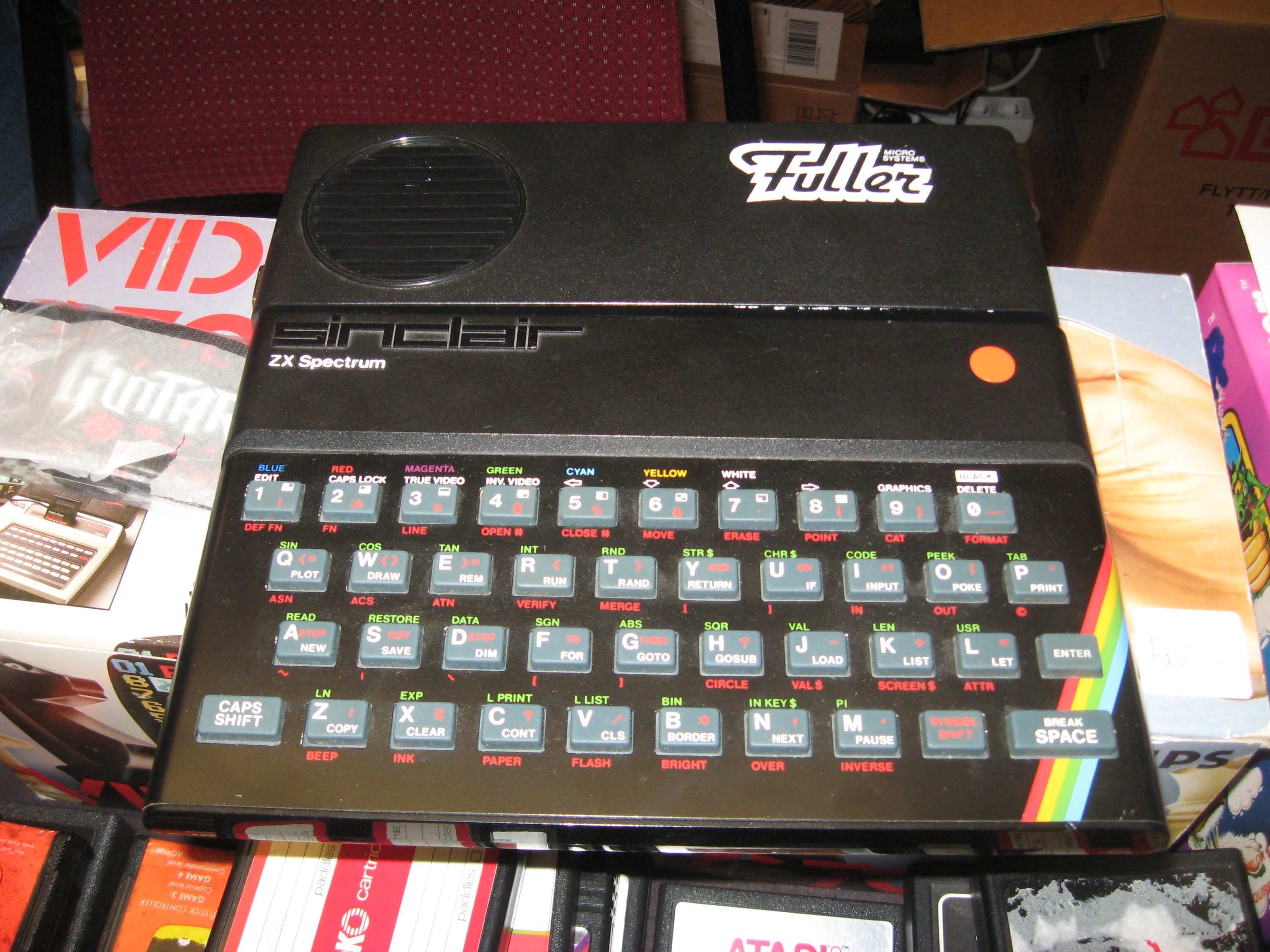
ZX Spectrum amb la «Fuller Box» afegida.

La senzillesa espartana del ZX81, el primer ordinador personal venut al Regne Unit per menys de 100 lliures, ha portat a l'aparició d'una florent indústria paral·lela d'expansions i millores de maquinari. Una de les petites empreses representatives d'aquesta època va ser la Fuller Micro Systems, de Liverpool, Anglaterra. A principis de 1982, l'empresa venia dos models de teclat mecànic amb gabinet («Fuller SD») per abrigar la placa de circuit imprès del ZX81 (o ZX80) i la seva font d'alimentació; el model estàndard contenia 40 tecles, i l'avançat, 42 tecles (dues tecles reprogramables) i un LED d'«encès». Alguns mesos més tard, l'empresa va llançar una targeta d'expansió de 16 KiB de RAM, la qual podia ser expandida fins a 64 KiB substituint els CI de RAM 4116.
Tanmateix, l'absència de recursos gràfics més sofisticats, color i so, estava posant sota amenaça la posició de Sinclair al mercat d'ordinadors domèstics. Va ser llavors que l'empresa va llançar a finals d'abril de 1982 un nou micro, el ZX Spectrum, que va transformar en realitat algunes de les característiques de maquinari i programari desitjades pel públic consumidor, i per un preu molt assequible. No obstant això, l'Spectrum encara era suficientment despullat per permetre que els petits fabricants de perifèrics, un cop més sorgissin amb solucions creatives que expandissin el potencial de la màquina i per superar algunes de les seves notables limitacions (sobretot pel que fa al teclat de goma, millor que el del ZX81, però tot i així terrible per a digitació amb velocitat).
L'agost de 1982, Fuller va llançar la primera versió d'un dels seus més grans èxits. Es tractava de la «Fuller Sound Box», un petit perifèric la funció del qual era la d'amplificar el so del brunzidor intern de l'Spectrum. A més de tenir un altaveu més gran, el dispositiu també disposava d'un pràctic botó de volumen. La simplicitat de la «Sound Box» va donar pas a la clàssica «Fuller Box» al març de 1983: descrita com «un sistema de so per al Spectrum», tenia un xip de so AY-3-8912 (utilitzat posteriorment en el MSX), altaveu i port de joystick compatible amb el d'Atari 2600. Més enllà de la «Fuller Box», en la mateixa època van ser llançats el «Fuller Orator», un sintetitzador de veu basat en el xip GI-SP0256 AL i la «Fuller Box Master Unit», que reunia la «Fuller Box», «Orator» i «Sound Box» en un únic mòdul d'expansió.
Fuller va llançar encara dos teclats mecànics per al ZX Spectrum (el «FD42» i el «FDS Desktop System», tots dos amb 42 tecles), una interfície RS-232, interfície Centronics i la «Dual Printerface», incorporant ambdues interfícies.
L'agost de 1984, l'empresa es va declarar en fallida, després d'acumular deutes de més de 100.000 lliures esterlines. Al setembre d'aquest any, Fuller va ser adquirida per l'empresa Nordic Keyboards. Tanmateix, Roy Backhouse, que havia estat propietari de 95% de Fuller, s'ha mostrat pessimista sobre el futur del mercat d'expansions per al ZX Spectrum, a causa de la creixent competència dels equips més avançats tecnològicament: «No crec que el Spectrum estarà aquí pel Nadal de 1985. Crec que el mercat es mou cap amunt. Potser l'escriptura estigui a la paret per Sinclair produir un super Spectrum.»
Fuller finalment va tancar les portes en l'inici de 1985, amb deutes de més de 200.000 £. Un any més tard, arribaria el torn de Sinclair canviar de mans.